# ルイス・フェリペ・ド・ナシメント・ドス・サントス
ルイス・フェリペ・ド・ナシメント・ドス・サントス（Luiz Felipe do Nascimento dos Santos、1993年9月9日 - ）は、ブラジル・サンタカタリーナ州出身のサッカー選手。カンピオナート・ブラジレイロ・セリエA・サントスFC所属。ポジションはディフェンダー。ルイス・フェリッピと表記されることもある。